# Трофімово (Орловська область)
Трофімово (рос. Трофимово) — присілок у Дмитровському районі Орловської області Російської Федерації.
Населення становить 4 особи. Входить до муніципального утворення Довбенкинське сільське поселення.

## Історія
Населений пункт розташований у межах Чорнозем'я та історичного Дикого Поля. 30 липня 1928 року у складі Орловського округу Центрально-Чорноземної області, 13 червня 1934 року після ліквідації Центрально-Чорноземної області населений пункт увійшов до складу новоствореної Курської області.
З 27 вересня 1937 року район у складі новоствореної Орловської області.
Від 2013 року входить до муніципального утворення Довбенкинське сільське поселення.

## Населення
| 1853 | 1866 | 1877 | 1897 | 1926 | 1979 | 2002 |
| ---- | ---- | ---- | ---- | ---- | ---- | ---- |
| 806  | ↘760 | ↗854 | ↗988 | ↘971 | ↘45  | ↘22  |
| 2010 |      |      |      |      |      |      |
| ↘4   |      |      |      |      |      |      |